# Supercoppa italiana 2005 (hockey in-line)
La Supercoppa italiana 2005 è stata la 3ª edizione della omonima competizione italiana di hockey in-line disputata il 25 settembre 2005 al Pattinodromo Comunale Viale Ferrarin di Vicenza.
Hanno partecipato l'Asiago Vipers in qualità di squadra campione d'Italia e il Milano 17 RAMS come detentore della Coppa Italia.
L'Asiago Vipers vinse la partita per 5-4, aggiudicandosi per la terza volta il trofeo .

## Partecipanti
| Squadre        | Qual. | Partecipazioni precedenti (il grassetto indica la vittoria) |
| -------------- | ----- | ----------------------------------------------------------- |
| Asiago Vipers  |       | 2003, 2004                                                  |
| Milano 17 RAMS |       | Nessuna                                                     |

## Tabellino
| Vicenza 25 settembre 2005 | Asiago Vipers | 5 – 4 | Milano 17 RAMS | Pattinodromo Comunale Viale Ferrarin |